# Zygmunt Zabierzowski (lekkoatleta)
Zygmunt Zabierzowski (ur. 23 lipca 1916 w Lijewie, zm. 26 stycznia 1978 w Warszawie) – polski lekkoatleta, sprinter i trener. 

## Życiorys
Przed 1939 był zawodnikiem Polonii Warszawa. Jego trenerem był Stanisław Petkiewicz. 2-krotny medalista Akademickich Mistrzostw Świata w 1939: 3. miejsce na 400 metrów (50,1) i 2. miejsce w sztafecie 800 + 200 + 200 + 400 m (3:32,9). 3-krotny mistrz Polski na 400 m, 4 × 400 metrów i w sztafecie olimpijskiej (1937-39). Rekordy życiowe: 100 m - 11,1 s, 200 m - 22,8 s, 400 m - 49,7 s, 800 m - 2:00,8, 400 m pł - 59,9 s (wszystkie wyniki w 1939). 
W czasie II wojny światowej żołnierz AK w Zgrupowaniu "Żmija" na Żoliborzu, uczestnik powstania warszawskiego, następnie w LWP. 
Od 1953 trener, kierownik bloku sprintów w szkoleniu centralnym. jego metody treningowe przyczyniły się do wielu międzynarodowych sukcesów polskich sprinterów. jego wychowankami byli m.in. Wiesław Maniak, Marian Dudziak, Jerzy Juskowiak. Był także trenerem Mariana Foika i Andrzeja Zielińskiego. W latach 1965–1977 pracował jako trener na Kubie. Był współtwórcą sukcesów Alberto Juantoreny. Od 1977 pracował jako szkoleniowiec w PZLA. Autor podręcznika Biegi krótkie (1962) oraz wielu artykułów w pismach specjalistycznych.